# Slunce (Vladislav Gajda)
Slunce je štíhlá socha/obelisk od Vladislava Gajdy (1925-2010), která se nachází v exteriéru na ulici 17. listopadu před budovou Fakultní nemocnice Ostrava v Ostravě-Porubě v Moravskoslezském kraji.

## Další informace
Dílo ze světlé mrákotínské žuly je vysoké 5,1 m a vznikalo v letech 1967 až 1973. Je to štíhlý geometricky tvarovaný sloup umístěný na malém trávníku. Dojem z díla mírně ruší umístění vedle parkoviště. Původně mělo stát na jiném místě.
V těsném sousedství se nachází Památník obětem střelby ve Fakultní nemocnici Ostrava, který je citlivým kontrastem k „radostnému“ dílu Vladislava Gajdy.
V sousedním komplexu VŠB – Technické univerzity Ostrava se nacházejí další tři díla Vladislava Gajdy, které jsou součástí Univerzitního muzea VŠB – Technické univerzity Ostrava.

## Galerie

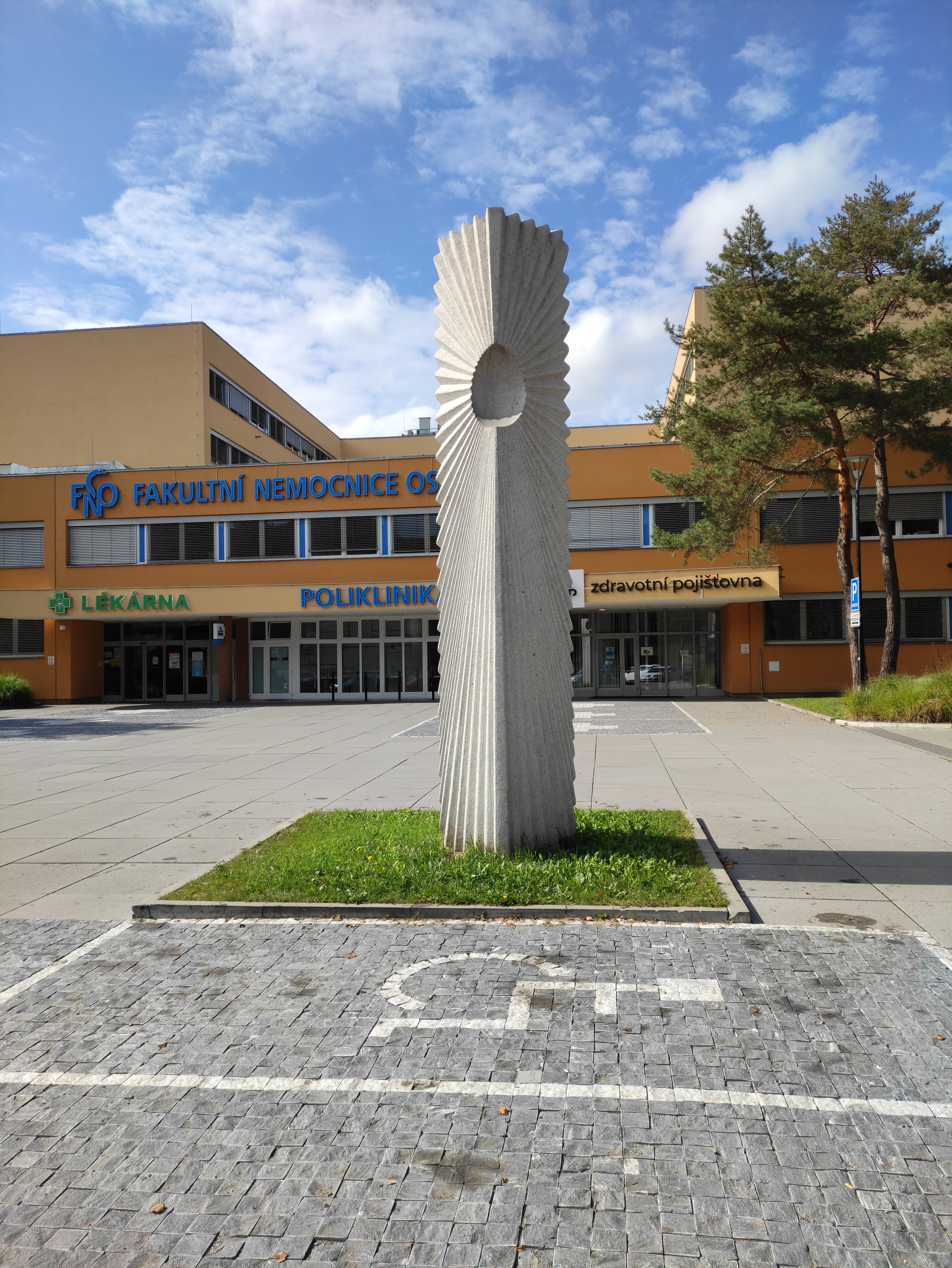
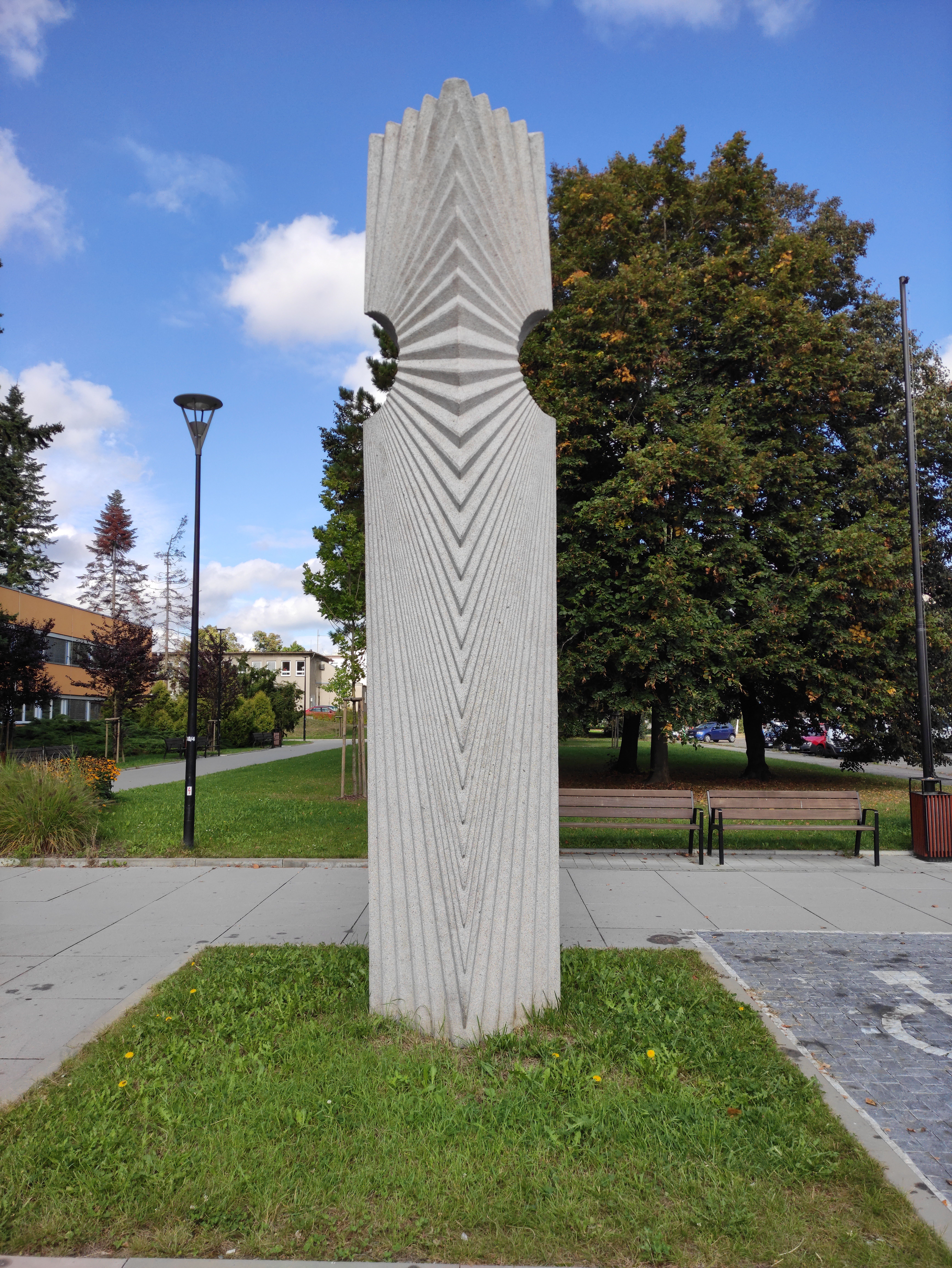